# 布氏連鰭唇魚
布氏連鰭唇魚，為輻鰭魚綱鱸形目隆頭魚亞目隆頭魚科的其中一種，分布於東南大西洋區的阿森松岛及聖赫勒拿島海域，棲息深度35-40公尺，體長可達21.2公分，棲息在沙底質海域，生活習性不明。